# Échebrune
Échebrune település Franciaországban, Charente-Maritime megyében. Lakosainak száma 482 fő (2022. január 1.). Échebrune Biron, Bougneau, Chadenac, Coulonges, Jarnac-Champagne, Lonzac és Pérignac községekkel határos.

## Népesség
A település népességének változása:
| Lakosok száma | 505  | 476  | 440  | 491  | 492  | 488  | 485  | 485  | 485  | 482  |
|               | 1968 | 1982 | 1990 | 2006 | 2013 | 2015 | 2017 | 2019 | 2020 | 2022 |